# Rolls-Royce Phantom I
New Phantom, eller Phantom I, var personbilstillverkaren Rolls-Royces ersättare till deras tidigare modell, Silver Ghost som kom år 1906. Precis som Silver Ghost tillverkades Phantom både i Storbritannien och USA. USA-modellen kom ut på marknaden ett år efter den brittiska och ersattes två år efter av den brittiska modellen.
En viktig förbättring jämfört med Silver Ghost var den nya raka 6-cylindriga motorn med stötstänger och toppventiler. Motorn var konstruerad med tre grupper med två cylindrar i varje, och löstagbara cylindertoppar. Den stora motorn lämnade goda prestanda som behövdes för att förflytta den stora och tunga bilen. Cylinderdiametern var 107,9 mm och slaglängden var 139,7 mm vilket resulterade i en total cylindervolym på 7668 cc. Aluminium ersatte gjutjärnet i cylindertopparna år 1928. Semi-elliptiska fjädrar användes i framvagnen medan kantileverfjädring användes i bakvagnen. Servo-bromsar användes på alla fyra hjulen även om vissa tidiga USA-tillverkade bilar bara hade bromsar på bakhjulen.
Skillnader mellan de brittisktillverkade och de USA-tillverkade modellerna bestod i olika hjulbas. Standardhjulbasen på 3644.9 mm var lika mellan de båda modellerna men modellen med lång hjulbas var längre på den brittiska varianten 3822,7 mm mot 3721,1 mm för USA-varianten. En annan skillnad var att de brittisktillverkade bilarna hade 4-växlad manuell växellåda medan USA-varianten bara hade 3 växlar. Båda modellerna hade enkel torrlamell-koppling.
De brittiska bilarna tillverkades vi fabriken i Derby medan USA-bilarna tillverkades i Springfield, Massachusetts.

## Tillverkning
- Phantom I (UK): 2269
- Phantom I (US): 1243